# Great Snakes
Great Snakes è un film muto del 1920 diretto da Gerald Ames e Gaston Quiribet

## Produzione
Il film fu prodotto dalla Hepworth.

## Distribuzione
Distribuito dalla Hepworth, il film uscì nelle sale cinematografiche britanniche nel dicembre 1920.
Si conoscono pochi dati del film che si pensa sia andato distrutto nel 1924 insieme a gran parte degli altri film della Hepworth. Il produttore, in gravissime difficoltà finanziarie, pensò in questo modo di poter almeno recuperare l'argento dal nitrato delle pellicole.